# Созина, Елена Константиновна
Еле́на Константи́новна Со́зина (урождённая Феклина; род. 7 января 1958, Белорецк, Башкирская АССР) — российский литературовед, доктор филологических наук, профессор Уральского государственного университета им. А. М. Горького (ныне — Уральского федерального университета имени первого Президента России Б. Н. Ельцина), заведующая сектором истории литературы Института истории и археологии УрО РАН, главный редактор академического издания «История литературы Урала. Конец XIV—XVIII в.» (М.: Языки славянских культур, 2012).

## Биография
Окончила филологический факультет Уральского государственного университета им. А. М. Горького в 1980 г. Работала в средних школах Таджикистана (1980—1982) и в Свердловске (1982—1984). С 1984 года — на кафедре русской и зарубежной литературы (ныне — кафедра русской литературы) Уральского государственного университета им. А. М. Горького. Печатается как литературовед с 1983 года. Кандидат филологических наук (1987, диссертация «Творчество М. Н. Альбова в русском литературном процессе»).
В 2001 году защитила докторскую диссертацию на тему: «Динамика художественного сознания в русской прозе 1830—1850 годов и стратегия письма классического реализма» (научный консультант — проф. Г. К. Щенников). В настоящее время — профессор кафедры русской литературы филологического факультета УрФУ, заведующая сектором истории литературы Института истории и археологии УрО РАН, председатель оргкомитета ежегодной Всероссийской научной конференции «Литература Урала» (проводится с октября 2005 г.), ответственный редактор сборников научных статей «Литература Урала: история и современность», председатель Ученого Совета Объединенного музея писателей Урала (с 7 ноября 2006), член Комиссии по премиям губернатора Свердловской области за выдающиеся достижения в области литературы и искусства.

## Основные публикации
- Теория символа и практика художественного анализа. Учебное пособие по спецкурсу. Екатеринбург: изд-во Урал. ун-та, 1998.
- Хрестоматия по литературе Урала для 10—11 классов. Екатеринбург: изд-во Урал. ун-та, 1997 (совм. с М. А. Литовской).
- Литература Урала. Книга для чтения в начальной школе. Екатеринбург: изд-во Урал. ун-та, 1999.
- Литература Урала. Книга для чтения в 5—9 классах. Екатеринбург: изд-во Урал. ун-та, 1999 (совм. с М. А. Литовской).
- Динамика художественного сознания в русской прозе 1830—1850 гг. и стратегия письма классического реализма. Екатеринбург: изд-во Урал. ун-та, 2001.
- Дискурс сознания в поэтическом мире Тютчева // Эволюция форм художественного сознания в русской литературе (опыты феноменологического анализа) : сборник научных трудов. — Екатеринбург: Изд-во Урал. ун-та, 2001. — С. 54—148.
- Семейные узы: модели для сборки. Сборник статей. В 2-х книгах. Новое литературное обозрение, 2004.
- Сознание и письмо в русской литературе / Е. К. Созина; М-во образования Рос. Федерации, Урал. гос. ун-т им. А. М. Горького. Екатеринбург: изд-во Урал. ун-та, 2001.
- Эволюция русского реализма XIX в.: семиотика и поэтика. Учебное пособие / Е. К. Созина. Екатеринбург: изд-во Урал. ун-та. 2006.

## Публикации в журнале «Известия Уральского государственного университета»
- Комиэтичность К. Ф. Жакова в контексте русской культуры // Известия Уральского государственного университета. — 2007. — № 53. — С. 222—230. текст
- Творчество Ф. И. Тютчева в российском литературоведении // Известия Уральского государственного университета. — 2004. — № 33. — С. 149—155. текст
- Памяти Валентина Вонифатьевича Короны // Известия Уральского государственного университета. — 2003. — № 28. — С. 228—233. текст
- Критический дискурс В. Белинского и натуральная школа 1840-х годов: к вопросу о доминанте метода «критического реализма» // Известия Уральского государственного университета. — 2001. — № 17. текст
- Антропологическая проблематика в литературе русского реализма 1840—1850-х гг. // Известия Уральского государственного университета. — 1997. — № 7. — С. 58-77. текст